# Blankflügel-Flechtenbärchen
Das Blankflügel-Flechtenbärchen (Nudaria mundana), auch Blankflügel, Felsen-Blankflügel oder Zwergflechtenspinner genannt,  ist ein Schmetterling (Nachtfalter) aus der Unterfamilie der Bärenspinner (Arctiinae).

## Merkmale
Die Falter erreichen eine Flügelspannweite von 19 bis 23 Millimetern (17 bis 22 mm). Sie haben hellgraue bis pergamentfarbene Flügel, die leicht durchsichtig sind. Auf den Vorderflügeln finden sich zwei dunkelgraue bis braungraue, je nach Tier unterschiedlich stark ausgeprägte, leicht verwaschene Zackenbinden, zwischen denen nahe dem Flügelrand je ein gleichfarbiger Punkt sitzt. Nahe dem Analwinkel kann ein stark verwaschener, dunkler Bereich erkennbar sein. Diskalfleck und Querlinien können vollkommen erloschen sein. Die Hinterflügel haben die gleiche Färbung wie die Vorderflügel, besitzen aber keine Zeichnung.
Das Ei ist kugelig und gelb gefärbt.
Die Raupen sind grau gefärbt und tragen am Rücken zwei Reihen von hervorstehenden gelben Flecken. Sie sind grau behaart.
Die Puppe ist grünlichweiß oder gelblich und durchscheinend. Die dunklen Augenflecke treten deutlich hervor. Der Rücken weist zwei Reihen dunkler Flecke auf.

## Geographische Verbreitung und Lebensraum
Die Tiere kommen in Nord- und Mitteleuropa nach Osten bis in die Türkei vor. Sie leben vor allem auf Brachen mit Felsen und Mauern, die mit Flechten bewachsen sind und an anderen feuchten Orten mit Flechtenbewuchs. Im Gebirge steigen sie bis zur Baumgrenze an. Eine Art seltenen Auftretens, die als Raupe auf Felsenflechten lebt. Sie kann aber nicht im engeren Sinn als hygrophil bezeichnet werden: Fundorte sind felsdurchsetzte, lichte Laubwaldhänge, die tagsüber sehr trocken, sonnig und warm sind, nachts aber von einem ausgeprägten Kaltluftsee oder Kaltluftstrom mit hoher Luftfeuchtigkeit erfasst werden.

## Lebensweise
Das Blankflügel-Flechtenbärchen bildet eine Generation pro Jahr, deren Falter von Ende Juni bis Anfang August fliegen. Die Falter sind nachtaktiv. Sie sitzen häufig auf Felsen und Baumstämmen. Die Männchen sind jedoch viel aktiver als die Weibchen. Sie fliegen in der Nacht auch häufig künstliche Lichtquellen an. Die Raupen findet man ab September und nach der Überwinterung bis Juni des darauffolgenden Jahres. Die Raupen ernähren sich in erster Linie von Algen, die auf schattigen Stellen auf Felsen wachsen, aber auch von Flechten und Lebermoosen. Sie leben auf Steinen und Felsen, die mit ihren Futterpflanzen bewachsen sind. Sie verpuppen sich unter Steinen oder an Flechten in einem offenen, netzähnlichen Gespinst. Oft liegen mehrere Gespinste dicht beieinander. In den Alpen ist das Ei das Überwinterungsstadium.